# Ashikaga Yoshinori
Ashikaga Yoshinori ( 足利 義教, 12 de julho de 1394 – 12 de julho de 1441) foi o sexto xogum do xogunato Ashikaga e governou entre 1429 e 1441 no Japão. Foi o filho do terceiro xogum Ashikaga Yoshimitsu.
A morte repentina do quinto xogum Ashikaga Yoshikazu em 1425 impediu que este deixasse um sucessor, e o quarto xogum Ashikaga Yoshimochi também não apontou um sucessor. Quando Yoshimochi morreu em 1428, Yoshinori herdou o título depois de uma reunião no Santuário Iwashimizu para tratar da sucessão.
Em 1438 sufocou a Rebelião Eikyo e derrotou Ashikaga Mochiuji consolidando ainda mais o seu poder. Entretanto, em 1441 foi assassinado por Akamatsu Mitsusuke em seu aniversário.
Foi sucedido por seu filho, o sétimo xogum Ashikaga Yoshikatsu.